# 姜山 (1970年)
姜山（1970年12月—），云南弥勒市人，中共党员，中华人民共和国政治人物。现任云南省人民政府党组成员、省政府办公厅党组书记。

## 生平
姜山曾就读于云南政法专科学校经济法专业，毕业后，他曾担任中共云南省委组织部部务委员、云南省民政厅厅长等职务；2021年3月至2025年8月，任中共云南省德宏州委书记兼任瑞丽国家重点开发开放试验区党工委书记、管委会主任。